# 1438 Wendeline
1438 Wendeline (1937 TC) là một tiểu hành tinh vành đai chính được phát hiện ngày 11 tháng 10 năm 1937 bởi K. Reinmuth ở Heidelberg.